# Buckets of Rain
Buckets of Rain – piosenka skomponowana przez Boba Dylana, nagrana przez niego we wrześniu 1974 r., wydana na albumie Blood on the Tracks w styczniu 1975 r.

## Historia i charakter utworu
Utwór ten został nagrany w Columbia A&R Studios w Nowym Jorku 19 września 1974 r. Była to czwarta sesja nagraniowa albumu Blood on the Tracks.
Zasadniczo Blood on the Tracks, jak nawet sugeruje tytuł, jest albumem dramatycznym. Zostaje to rozjaśnione ostatnim utworem płyty, który lekko pochwala długotrwały związek. Tekst i sposób wykonania utworu sugerują, że Dylan lubi ten związek, który opisuje poprzez ukazanie dzikości powodzi i dość płaczliwie śpiewa do swojej wybranki dlaczego wciąż jest tą jedyną. Piosenka ta stała się jeszcze bardziej ciepła i intymna, gdy zaśpiewał ją w duecie z Bette Midler w 1976 r..
Michael Grey sugeruje, że wersy "All ya can do is do what you must/You do what you must do and ya do it well" powstały pod wpływem bluesa "Do It Right" nagranego w 1929 r. przez Kida Wesleya Wilsona i Harry'ego McDanielsa. Śledzi także źródła zwrotu "little red wagon" występującego w czwartej zwrotce i znajduje je w dziecięcych rymowankach, ale także w rzadkiej frazie bluesowej oznaczającej seks analny. W 1939 r. zwrot ten stał się częścią tytułu piosenki country & western oraz był tytułem piosenki Woody'ego Guthrie. Dylan najpewniej trafił najpierw na piosenkę Guthriego. 
Prawdopodobnie piosenka została wykonana przez Dylana na koncercie tylko raz. Pod koniec lat 90. XX wieku otworzył nią koncert w Detroit.

## Muzycy
Sesja 4
- Bob Dylan - wokal, gitara, harmonijka ustna
- Tony Brown - gitara basowa

## Dyskografia
Albumy
- Blood on the Tracks - próbne tłoczenie,  listopad 1974
- Blood on the Tracks (1975)

## Wykonania piosenki przez innych artystów
- Bob Dylan na albumie różnych wykonawców Wonder Boys Soundtrack ze ścieżką dźwiękową filmu Wonder Boys (2000)
- Bette Midler i Bob Dylan - Songs for the New Depression (1976)
- Happy Traum - American Stranger (1978), Bucket of Songs (1983)
- Wendy Bucklew - The Times They Are a-Changin'  (1992), After You (2002)
- Jimmy LaFave - Road Novel (1998)
- Steve Howe - Portraits of Bob Dylan (1999)
- Mary Lee's Corvette - Blood on the Tracks (2002)
- Bette Midler na albumie różnych wykonawców Doin' Dylan 2 (2002)
- Wendy Bucklew na albumie różnych wykonawców May Your Song Always Be Sung: The Songs of Bob Dylan, Volume 3 (2003)